# قربان پریموف
قربان پریموف (۱۸۸۰–۱۹۶۵) نوازنده تار اهل آذربایجان است.

## زندگی
او در اکتبر ۱۸۸۰ در شهر شوشی متولد شد. در ۱۵ سالگی، معلم خود صادق‌جان را در موسیقی مشایعت می‌کرد. در یکی از مجالس موسیقی اسلام عبدالله‌اف تارزنی او را دیده و او را در گروه موسیقی خود جای داد. جبار قاریاغدی اوغلو در یکی از مجالسی که در شهر گنجه نوازندگی او را دیده بود از اسلام عبدالله‌اف تقاضا کرد او را به شهر باکو دعوت کند.
او بیشتر از هر تارزن دیگر در کنار خواننده بزرگ آذربایجان خان شوشینسکی نواخته‌است. خان شوشینسکی می‌گوید:او را برای آخرین بار در ۱۰ اوت ۱۹۶۵ در تالار دولتی فیلارمونیک آکادمیک آذربایجان که برای بزرگداشت مسلم ماقمایف (آهنگساز) برگزار شد دیدم. او در مسیر موسیقی آذربایجان صاحب سبک و پیشکسوت بود. تار صدف کاری شده او در روی سینه اش و انگشتانش روی سیم‌ها موسیقی بی بدیل می‌نواخت. او در این کنسرت، گوشه رهاب را ۲۳ دقیقه نواخت بطوریکه با تشویق حضار ۳ مرتبه آن را نواخت.
جانعلی اکبروف از او به نیکی یاد می‌کند. از وقتی خودم متوجه شدم عاشق موسیقی بودم. در منزل ما صفحه گرامافون زیادی وجود داشت. همیشه به آن‌ها گوش داده و آن‌ها را زمزمه می‌کردم. وقتی او را در پارک دیدم شروع بخواندن کردم. او صدای مرا شنید و با تارش مرا مشایعت کرد و گفت: پسرم تو روزی خواننده بزرگی خواهی شد.
جانعلی اکبروف می‌گوید :سن ۵۰ سالگی برای او نقطه عطفی بود. در آن زمان مسابقه ای ترتیب داده شد بین دو تارزن حرفه‌ای آذربایجان و ارمنستان. تارزن ارمنی در دستگاه ماهور و قربان پریموف در گوشه بیات شیراز نواخت. او آنچنان سلیس و روان می‌نواخت که نوازنده ارمنی صحنه را ترک کرد.
جانعلی اکبروف می‌گوید اگر تشویق‌های او نبود شاید من هرگز خواننده نمی‌شدم. او خاطر نشان می‌کند که قربان پریموف هیچگاه از اصول و چهارچوب موسیقی فراتر نرفت.
فریدون اکبروف می‌گوید او از معدود هنرمندانی بود که موسیقی آذربایجان را از عمق می‌شناخت و می‌گوید در آن زمان کمتر از میکروفون استفاده می‌شد ولی رسای صدای تار او آنچنان بود که نیازی به میکروفن نداشت. در سال ۱۹۳۰، او به عنوان هنرمند خلق آذربایجان شناخته شد. آخرین کنسرت او در سالن آکادمی دولتی آذربایجان در تاریخ ۱۰ اوت ۱۹۶۵ بود و ۱۹ روز بعد، مرگ او رخ داد. از شاگردان او که اهل اردبیل بود می‌توان به حسن اکبرزاده اردیموسی که مستقیماً پیش او آموزش تار دیده بود نام برد. او در ۲۹ اوت ۱۹۶۵ در شهر باکو و در پارک مفاخر باکو، به خاک سپرده شد.